# McLaren MP4-20
Mclaren MP4-20 je jméno závodního monopostu formule 1 používaného stájí McLaren v sezóně 2005. Byl navržen konstruktéry Adrianem Neweyem a Mikem Coughlanem. Nové šasi je zcela odlišné od původních modelů MP4-18 a MP4-19. Nový monopost má zcela novou aerodynamiku a přizpůsobuje se novinkám v sezóně. Disponuje pozvednutým předním křídlem, menším difuzorem a zcela přepracovanou zadní částí. Změna vyvážení vozidla maximalizuje výkon pneumatik Michelin, ale zároveň zvyšuje šetrnost, která je vzhledem k zákazu výměny pneumatik během závodu nutná. Během sezóny též přibyly dva výrazné rohy nad hlavou jezdce, které usměrňují proudění vzduchu.

## Popis
Monopost se ukázal jako velmi rychlý, ale zároveň trpěl výraznou nespolehlivostí. Zatímco Kimi Räikkönen se dokázal novému autu rychle přizpůsobit, Juan Pablo Montoya měl problémy přivyknout si na rozdíly mezi Williamsem a McLarenem a vyžadoval tak pro svůj stroj specifický vývoj, což se ukázalo v následující sezóně jako nepřekonatelný problém. Kimi Räikkönen bojoval až téměř do konce o jezdecký titul, ale jeho týmový kolega měl problém s vyšším umístěním vzhledem k absenci v několika závodech, zaviněnou poraněním z tenisu. I přesto získal tento horkokrevný Kolumbijec tři výhry a několik pódiových umístění. Vzhledem k několika školáckým chybám se však stal jedním z důvodů, proč McLaren nezískal pohár konstruktérů.
Motor Mercedes byl v této sezóně nejsilnější, ale stejně jako monopost měl i on problémy se spolehlivostí. Kimi Räikkönen získal celkem sedm vítězství, ale díky častým poruchám neměl šanci získat mistrovský titul, skončil tedy druhý za Španělem Alonsem, jehož vůz sice McLarenům rychlostně nemohl konkurovat, ale zároveň disponoval téměř neprůstřelnou spolehlivostí.

## Technická data
- Model: McLaren MP4-20
- Rok výroby: 2005
- Země původu: Velká Británie
- Konstruktér: Adrian Newey a Mike Coughlan
- Debut v F1: Grand Prix Austrálie 2005
- Váha: 600 kg (včetně pilota, vody a oleje)
- Převodovka: McLaren L 7stupňová poloautomatická.
- Tlumiče: McLaren
- Brzdy: AP racing
- Motor: Mercedes-Benz FO110R
  - V8 90°
  - Zdvihový objem:
  - Výkon: ?/? otáček
  - Vrtání:
  - Zdvih:
  - Ventily: 40
  - Mazivo: Mobil 1
  - Palivo: Mobil 1
  - Váha:
  - Vstřikování McLaren Electronics Systems ECU
  - Palivový systém McLaren Electronics Systems ECU
- Pneumatiky: Michelin

## Výsledky v sezoně 2005
| Legenda k tabulce | Legenda k tabulce                                                                       |
| Barva             | Výsledek                                                                                |
| ----------------- | --------------------------------------------------------------------------------------- |
| Zlatá             | Vítěz                                                                                   |
| Stříbrná          | 2. místo                                                                                |
| Bronzová          | 3. místo                                                                                |
| Zelená            | Bodované umístění                                                                       |
| Modrá             | Nebodované umístění                                                                     |
| Modrá             | Dokončil neklasifikován (NC)                                                            |
| Fialová           | Odstoupil (Ret)                                                                         |
| Červená           | Nekvalifikoval se (DNQ)                                                                 |
| Červená           | Nepředkvalifikoval se (DNPQ)                                                            |
| Černá             | Diskvalifikován (DSQ)                                                                   |
| Bílá              | Nestartoval (DNS)                                                                       |
| Bílá              | Závod zrušen (C)                                                                        |
| Světle modrá      | Pouze trénoval (PO)                                                                     |
| Světle modrá      | Páteční testovací jezdec (TD)                                                           |
| Bez barvy         | Netrénoval (DNP)                                                                        |
| Bez barvy         | Vyřazen (EX)                                                                            |
| Bez barvy         | Nepřijel (DNA)                                                                          |
| Bez barvy         | Odvolal účast (WD)                                                                      |
| Bez barvy         | Nezúčastnil se (prázdné)                                                                |
| Označení          | Význam                                                                                  |
| Tučnost           | Pole position                                                                           |
| Kurzíva           | Nejrychlejší kolo                                                                       |
| †                 | Jezdec nedojel do cíle, ale byl klasifikován, protože odjel více než 90 % délky závodu. |
| ‡                 | Byl udělován poloviční počet bodů, protože bylo odjeto méně než 75 % délky závodu.      |
| Horní index       | Umístění bodujících jezdců ve sprintu                                                   |

| Rok  | Šasi           | Motor                         | Pneu | No. | Jezdci     | 1   | 2   | 3   | 4   | 5   | 6   | 7   | 8   | 9   | 10  | 11  | 12  | 13  | 14  | 15  | 16  | 17  | 18  | 19  | Body | Pořadí |
| ---- | -------------- | ----------------------------- | ---- | --- | ---------- | --- | --- | --- | --- | --- | --- | --- | --- | --- | --- | --- | --- | --- | --- | --- | --- | --- | --- | --- | ---- | ------ |
| 2005 | McLaren MP4-20 | Mercedes-Benz FO 110R 3.0 V10 | M    |     |            | AUS | MAL | BHR | SMR | ESP | MON | EUR | CAN | USA | FRA | GBR | GER | HUN | TUR | ITA | BEL | BRA | JPN | CHN | 182  | 2.     |
| 2005 | McLaren MP4-20 | Mercedes-Benz FO 110R 3.0 V10 | M    | 9   | Räikkönen  | 8   | 9   | 3   | Ret | 1   | 1   | 11  | 1   | DNS | 2   | 3   | Ret | 1   | 1   | 4   | 1   | 2   | 1   | 2   | 182  | 2.     |
| 2005 | McLaren MP4-20 | Mercedes-Benz FO 110R 3.0 V10 | M    | 10  | Montoya    | 6   | 4   | INJ | INJ | 7   | 5   | 7   | DSQ | DNS | Ret | 1   | 2   | Ret | 3   | 1   | 14  | 1   | Ret | Ret | 182  | 2.     |
| 2005 | McLaren MP4-20 | Mercedes-Benz FO 110R 3.0 V10 | M    | 10  | de la Rosa |     |     | 5   |     |     |     |     |     |     |     |     |     |     |     |     |     |     |     |     | 182  | 2.     |
| 2005 | McLaren MP4-20 | Mercedes-Benz FO 110R 3.0 V10 | M    | 10  | Wurz       |     |     |     | 3   |     |     |     |     |     |     |     |     |     |     |     |     |     |     |     | 182  | 2.     |